# Marcetia hatschbachii
Marcetia hatschbachii är en tvåhjärtbladig växtart som beskrevs av Angela Borges Martins. Marcetia hatschbachii ingår i släktet Marcetia och familjen Melastomataceae. Inga underarter finns listade i Catalogue of Life.